# Libische pond
Libische pond (Arabisch: جنيه جنيه dschunaih) was tussen 1951 en 1971 de munteenheid van het Koninkrijk Libië. Deze munteenheid werd verdeeld in twee kleinere eenheden: een pond kwam overeen met 100 piasters (Arabisch قرش qirsch), een piaster op zijn beurt met 10 millièmes (Arabisch مليم milliem).
Omdat Libië vroeger deel uitmaakte van het Ottomaanse Rijk, beschikte het land pas na de onafhankelijkheid in 1951 over een eigen munt. Tot de 18e eeuw gaf de regio Tripolitanië echter haar eigen munten uit, variërend van bronzen tot gouden munten.
Het Libische pond werd alleen uitgegeven tijdens het bewind van koning Idris I. Na de val in 1971 werd hij vervangen door de Libische dinar in een verhouding van 1:1.
In totaal zijn er elf verschillende muntsoorten geslagen, die in twee series kunnen worden verdeeld. De eerste serie toont het hoofd van de vorst dat naar rechts wijst op de voorzijde, en de revers toont de omhulde waardeverklaring, met daarboven een kroon. De munten van 1, 2 en 5 milliémes zijn gemaakt van brons, terwijl de munten van 1 en 2 piaster zijn gemaakt van een koper-nikkellegering.
De tweede serie toont het wapen van het Koninkrijk Libië op de voorzijde en de muntwaarde in zowel het Arabisch als het Frans op de achterzijde. Dit motief siert munten van 1, 5, 10, 20, 50 en 100 millièmes, waarbij de twee laagste coupures zijn gemaakt van een legering tussen messing en nikkel, de andere zijn gemaakt van koper-nikkel. Behalve de 1 millième-munt hebben deze munten een golvende omtrek.
De munten uit de tweede serie bleven na de munthervorming in gebruik, variërend in coupures van 1 tot 100 dirham.